# Penicillium turbatum
Penicillium turbatum är en svampart som beskrevs av Westling 1911. Penicillium turbatum ingår i släktet Penicillium och familjen Trichocomaceae.   Inga underarter finns listade i Catalogue of Life.